# Voloșkî (Oleksandria), Rivne
Voloșkî (în ucraineană Волошки) este un sat în comuna Oleksandria din raionul Rivne, regiunea Rivne, Ucraina.

## Demografie
Componența lingvistică a localității Voloșkî
     Ucraineană (98,14%)
     Rusă (1,4%)
Conform recensământului din 2001, majoritatea populației localității Voloșkî era vorbitoare de ucraineană (98,14%), existând în minoritate și vorbitori de rusă (1,4%).